# Fatinitza
Fatinitza és una opereta en tres actes amb música de Franz von Suppé sobre un llibret de Camillo Walzel (qui va signar amb el pseudònim de Friedrich Zell) i Richard Genée, que es va estrenar el 5 de gener de 1876 al Carltheater de Viena.

## Context
El llibret original en francès d'Eugène Scribe va ser adaptat a l'alemany per Camillo Walzel i Richard Genée, i li van oferir a Johann Strauss per compondre la música. Strauss va rebutjar l'obra, i llavors li van oferir a Franz von Suppé.
Els llibretistes van canviar alguns trets de l'obra La Circasienne, afegint el doble paper d'home i dona (Vladimir / Fatinizta), per a ser interpretat per una dona. L'obra va ser tot un èxit, tant de públic com de crítica. El 30 de gener de 1878 l'obra va arribar a les 100 representacions. L'obra s'acabaria convertint en una font de riquesa del compositor. La marxa de Fatinitza Vorwärts mit frischem Mut (endavant amb ànims renovats) s'esdevindria la peça més popular de l'obra.
Alfred Delacour i Victor Wilder van signar una adaptació francesa, estrenada en 1879 en el Théâtre des Nouveautés de París. El 1950, Eduard Rogati (text) i Bruno Uher (música) van estrenar una nova versió al Staatstheater am Gärtnerplatz de Múnic.

## Personatges
| Paper                                     | Tessitura | Intèrprets de l'estrena, 5 de gener de 1876 (Director: -) |
| ----------------------------------------- | --------- | --------------------------------------------------------- |
| Vladimir Dimitròvitx Samoiloff            | soprano   | Antonie Link                                              |
| Fatinitza                                 | tenor     | Antonie Link                                              |
| Julian von Golz                           |           | Karl Blasel                                               |
| Lidia Ivanovna Uschakoff                  | soprano   | Hermine Meyerhof                                          |
| General Timofei Gavrilòvritx Kantschukoff | baix      | Wilhelm Knaack                                            |
| Izzet Pascha                              |           | Josef Matras                                              |

## Argument
L'opereta es desenvolupa a Turquia i a Odessa durant la Guerra de Crimea, entre 1853 i 1856.

### Acte I
Campament rus a Isaktscha, a la riba oest del delta del Danubi, davant d'una fortalesa turca, que es troba a l'altra riba del riu.
És dur hivern, el Danubi es troba congelat. En el recompte del matí surten els cadets a saludar al seu sergent. El tinent Vladimir ha de ser despertat, amb una cançó de marxa, i es queixa de què s'ha pertorbat el seu bell somni eròtic. Ha arribat al campament un venedor de vodka, qui de pas observa i anota el nombre d'efectius dels russos, sense que els russos s'adonin que és un espia. Els soldats detenen poc després un altre home com a presumpte espia. Es tracta d'un home conegut per Vladimir, el seu amic Julian von Golz, periodista i corresponsal de guerra alemany.
Els soldats s'avorreixen al campament, els enemics romanen immobilitzats pel fred i no hi ha res a fer. Vladimir decideix comptar una experiència picant, quan es va disfressar de dona, de Fatinitza, per visitar una dona casada amb un oficial d'alt rang, en companyia del seu germà, qui la volia conquerir. Amb dificultats es van escapar dels embolics plantejats, deixant a l'oficial d'alt rang enamorat de Fatinitza. Poc després, Vladimir va intentar festejar la Lidia, la neboda del mateix oficial, i per tal de mantenir-lo allunyat de la neboda, l'oficial va degradar Vladimir i el va enviar al campament.
Després d'escoltar aquesta història a Julian se li ocórrer la idea de fer una obra de teatre per combatre l'avorriment, amb Vladimir vestit novament de dona. Tots menys el sergent desapareixen per tal de preparar-se. El general Kantschukoff arriba de sorpresa al campament, per fer una inspecció. Al general li agrada castigar a quins no mostrin actituds d'exèrcit al campament. Però tan bon punt veu a Vladimir, disfressat de dona, canvia d'actitud. Ell és l'oficial que temps enrere s'havia enamorat de Fatinitza, i Vladimir/Fatinitza pot ara jugar amb ell. El general fins i tot li dona e ella' un anell i és considerat a partir d'aquell moment en relacions amb ella. D'una situació complicada es passa a una altra de compromesa quan la neboda, Lidia, arriba en un trineu de gossos. Quan Lidia començar a notar la similitud entre Fatinitza i Vladimir, Vladimir es presenta com la germana de Julian que havia estat presonera. Kantschukoff ha de donar refugi a la seva neboda. Com l'únic edifici permanent de la zona és un monestir, ofereix que Lidia i Fatinitza passin allà la nit. Julian està gelós, pensant que Vladmir serà al monestir descansant calent i amb Lidia, i que ell restarà al congelat campament. Però al mateix temps pensa en l'aventura amorosa. De sobte els turcs creuen el Danubi i prenen les dues dones per l'harem de Izzet Pascha. Julian els veu marxar, i s'adona que s'haurà de negociar amb els turcs.

### Acte II
Lloc : A la fortalesa turca.
A l'harem Izzet Pasha. Les dones de l'harem s'afanyen a arreglar-se per donar gust al Pascha. Quan el majordom de l'harem anuncia que hi ha una dona més per l'harem, les dones reaccionen amb indignació. La reforma de les lleis turques hauria de prohibir la poligàmia, diuen. Arriben les dues presoneres, Lidia i Vladimir. Lidia li explica a l'esposa favorita del Pascha com és que són allí.
A instàncies d'Izzet Pascha, Lidia ha d'ajudar a vestir Fatinitza segons les normes de l'harem. La situació és força vergonyosa per a Vladimir/Fatinitza, i Vladimir acaba admetent que ell és Vladimir disfressat i li confessa el seu amor per ella. Lidia li perdona la seva mascarada, però no li promet res.
Les noies de l'harem irrompen i volen matar les dues dones, rivals ara d'elles. Vladimir les persuadeix de què es demanarà un rescat per allibera-les, oferint una alta suma de diners. Vol revelar la seva veritable identitat a les dones de l'harem, però donat la perfecció de la seva disfressa no li volen creure. En última instància s'ofereix a fer un petó com a prova, però Lidia es nega, donant així una mostra d'amor.
Julian von Golz apareix amb una bandera de treva, per negociar les condicions per l'alliberament de les dues presoneres. Abans contacta amb Vladimir per preparar la fugida. Fins i tot el sergent, company de Vladimir, el podria fer arribar l'uniforme en secret. El Pascha vol negociar només per Fatinitza, i es vol quedar amb Lidia. Explica al reporter com va aconseguir tenir el seu harem i convida a Julian a conèixer les dones. Julian està encantat.
El Pascha convida a la legació negociadora a jugar al Karagois, un joc turc arcaic d'ombres. Quan l'acció arriba al clímax, de sobte els russos traspassen des de darrere la lona on es projecten les ombres, dirigits pel general Kantschukoff. El general busca a Lidia i Fatinitza dins la fortalesa, amb l'ajuda de les dones de l'harem, però pel seu disgust Fatinitza no es troba enlloc. Julian explica que ha sigut segrestada. Com a càstig, el general deixa sense dones al Pascha.

### Acte III
Lloc: palau del general Kantschukoff a Odessa.
Sons de campanes que anuncien la pau. Lídia està preocupada per la desaparició de Vladimir. Arriba un convidat, que s'anuncia a si mateix: és Julian, portant la bona notícia de què Vladimir és viu i molt a prop. Lidia, s'assabenta pel seu oncle que ella s'ha de casar amb el vell príncep Swertikoff. Quan es troba amb el general li pregunta per quin motiu té tanta pressa el general per casar-la. El general ha promès 100.000 rubles pel que trobi a Fatinitza; ara té al seu servei a l'espia de búlgar (el venedor del primer acte), però no aconsegueixen trobar a Fatinitza. Julian dona a llegir una carta falsa al general, en la qual es descriu minuciosament que Fatinitza ha passat per unes quantes des del seu segrest, i que ella encara està intacta. El General es lamenta de la sort de Fatinitza, i com Fatinitza ha d'arribar per vaixell des de Constantinoble, diu que Lidia s'ha de casar ara amb el vell amic del general, el qual li havia salvat la vida, per tal d'evitar així el fet de tenir dues dones a casa.
Finalment Vladimir arriba i es reuneix inicialment només amb Julian i Lidia. Els dos amants poden confessar-se un cop més l'un a l'altre el seu amor (en aquesta escena es canta una marxa que amb el temps ha esdevingut molt popular). Després, Vladimir es reuneix amb el general, per primer cop com a home. Després de la confusió inicial a causa de la similitud amb Fatinitza, el general promou al tinent a primer ajudant seu amb el grau de Major, i li demana formalment la mà de la seva germana Fatinitza. El reporter Julian recorda a Vladimir que Fatinitza ja estava compromesa, i que amb la seva ajuda es podria negociar un acord: el matrimoni del general amb Fatinitza a canvi del de Lidia amb Vladimir. El general cedeix, i proposa que el casament de Lidia i Vladimir se celebri immediatament, abans de l'arribada de Fatinitza.
Durant la cerimònia del casament fan arribar a una Fatinitza, que en realitat és una dona africana de pell fosca del mateix nom. Julian resol la història explicant que l'espia búlgar és un frau, i llegeix una carta de la veritable Fatinitza, segons la qual li diu al general que ella es trobava molt dolguda perquè ell no li havia correspost el seu amor, i que li retornava el seu anell de compromís (que Vladimir li havia donat a Julian poc abans), i, per acabar, que la seva última paraula abans de morir havia sigut "Kantschukoff". El general es veu profundament afectada per aquestes últimes paraules. Quan Vladimir torna de la cerimònia del casament, Julian li explica el que li ha passat a Fatinitza. Després d'això, el general felicita als nuvis, Vladimir i Lydia, i l'obra acaba amb el cor "final feliç feliç".